# Radio ffn
Radio ffn — радиостанция в германской земле Нижняя Саксония.
С долей 16,5 % в радиорынке Нижней Саксонии станция занимает второе место после «NDR 1 Niedersachsen» (28,9 %).
radio ffn распространяет свою программу из студии в Ганновере через кабель и через УКВ по всей Нижней Саксонии, Бремен и Гамбург (Кабель в Гамбурге 99,35 МГц). С 2005 года ffn можно слушать в Берлине.